# Audemars Piguet

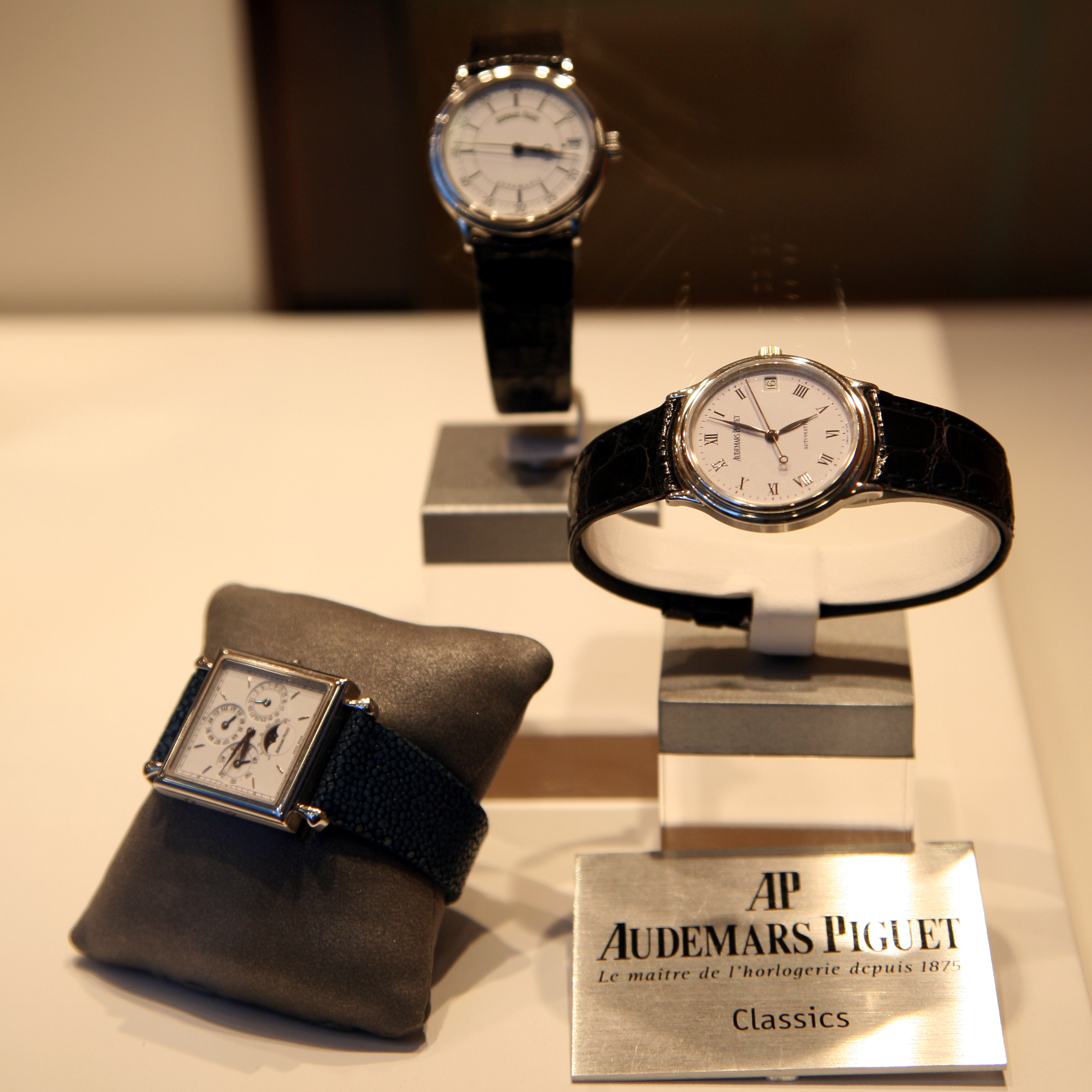
Klockor från Audemars Piguet

Audemars Piguet är en schweizisk urtillverkare. I slutet på 1800-talet började Jules Audemars och Edward-August Piguet tillverka exklusiva klockor. Audemars Piguet et Cie anses som en av världens finaste klockor. 